# Římskokatolická farnost Neustadt in Sachsen
Římskokatolická farnost Neustadt in Sachsen (německy Römisch-Katholische Pfarrei Neustadt in Sachsen) bylo územní společenství římských katolíků v saském městě Neustadt in Sachsen a v přilehlých obcích. Náleželo k drážďanskému děkanátu, který je jedním z osmi děkanátů drážďansko-míšeňské diecéze. K 1. září 2018 byla farnost začleněna do Římskokatolické farnosti Pirna.

## Území farnosti
K farnosti patřily tyto obce:
- Neustadt in Sachsen
- Sebnitz
- Stolpen

## Kostely a kaple na území farnosti
|    | Fotografie | Kostel                        | Místo               | Bohoslužba     | Bohoslužba  | Zeměpisné souřadnice             | Poznámka        |
| -- | ---------- | ----------------------------- | ------------------- | -------------- | ----------- | -------------------------------- | --------------- |
| 1. |            | Kostel svaté Gertrudy         | Neustadt in Sachsen | úterý sobota   | 17.30 17.00 | 51°1′27″ s. š., 14°12′46″ v. d.  | farní kostel    |
| 2. |            | Kostel Povýšení svatého Kříže | Sebnitz             | čtvrtek neděle | 19.00 10.15 | 50°58′31″ s. š., 14°16′34″ v. d. | filiální kostel |
| 3. |            | Kostel svatého Michaela       | Stolpen             | neděle         | 8.30        | 51°3′ s. š., 14°4′48″ v. d.      | filiální kostel |

## Duchovní správci
Farnost před sloučením spravoval excurrendo farář z Pirny Vinzenz Brendler, spolu s kterým ve farnosti působil také kaplan Mariusz Noparlik a výpomocný duchovní Alexander Paul.